# روتوایل (ناحیه)
روتوایل (به آلمانی: روتوایل) یک ناحیه در آلمان است که در فرایبورگ واقع شده‌است. روتوایل ۱۴۱٬۰۷۳ نفر جمعیت دارد.